# Dolcè
Dolcè – miejscowość i gmina we Włoszech, w regionie Wenecja Euganejska, w prowincji Werona.
Według danych na rok 2004 gminę zamieszkiwało 2195 osób, 56,3 os./km².

## Miasta partnerskie
- Undenheim